# Henning Fritz
Henning Fritz (* 21. September 1974 in Magdeburg, DDR) ist ein deutscher ehemaliger Handballtorwart. Mit der deutschen Handballnationalmannschaft wurde er im Jahr 2004 Europameister und 2007 Weltmeister. 2004 wurde er als erster Handballtorhüter zum Welthandballer ausgezeichnet.

## Sportliche Karriere
Henning Fritz zählte zu den weltbesten Torhütern im Handball, obwohl er mit 1,88 Meter relativ klein für diese Position war. Seine Bundesliga-Karriere begann er in Magdeburg, beim SC Magdeburg feierte er dann seine ersten großen Erfolge und wurde 2001 Deutscher Meister. Ab der Saison 2001/02 spielte er für den THW Kiel und wurde in dieser Zeit viermal Deutscher Meister (2002, 2005, 2006, 2007), zweimal EHF-Pokal-Sieger (2002, 2004) und einmal DHB-Supercup-Gewinner (2005). Ab Juli 2007 spielte er für die Rhein-Neckar Löwen.
2002 wurde Fritz mit der deutschen Nationalmannschaft Vize-Europameister in Schweden und 2003 Vize-Weltmeister in Portugal. 2004 wurde er in Slowenien Europameister. Bei den Olympischen Spielen 2004 in Athen war er der große Rückhalt der deutschen Mannschaft und ein Garant dafür, dass seine Mannschaft bis ins Finale kam und sich erst dort wie schon bei der WM in Portugal Kroatien geschlagen geben musste. 2005 konnte er wegen einer Ellbogenverletzung nicht bei der Weltmeisterschaft antreten.
Zur Weltmeisterschaft 2007 galt Fritz wegen fehlender Spielpraxis als „Wackelkandidat“. Nach guten Leistungen wurde er im Laufe des Turniers jedoch mehrfach zum „Man of the Match“ gewählt und hatte entscheidenden Anteil am Finaleinzug des deutschen Teams, welches es gegen Polen gewinnen konnte.
Im Finale wäre Fritz beinahe zur tragischen Figur des Spiels geworden, nachdem er sich – nach einer bis dahin tadellosen Leistung – beim Spielstand von 20:14 verletzte und gegen Johannes Bitter ausgewechselt werden musste. Anschließend kam die polnische Mannschaft bis auf ein Tor zum 22:21 heran, wenn auch eher wegen einer Schwächephase im deutschen Angriff denn der Leistungen Bitters. Die deutsche Mannschaft gewann das Spiel am Ende dennoch mit 29:24. Anschließend wurde Fritz noch als bester Torhüter in das Allstar-Team der WM gewählt. Der Gewinn der Handball-Weltmeisterschaft 2007 im eigenen Land ist damit Fritz’ größter Erfolg. Für diesen Triumph wurde er mit dem Silbernen Lorbeerblatt ausgezeichnet.
Bei den Rhein-Neckar Löwen beendete er nach der Saison 2011/12 seine aktive Karriere. Anschließend wurde er Torwarttrainer beim Drittligisten SG Leutershausen und im Juniorenbereich des DHB. Am 28. Mai 2021 kündigte Fritz ein Comeback im Tor bei der SG Flensburg-Handewitt bis zum Ende der Saison 2020/21 an, nachdem sich Torwart Benjamin Burić verletzt hatte. Im Dezember 2023 gab der italienische Erstligist SSV Bozen die Reaktivierung des Torhüters bekannt, da Stammtorwart Christophoros Nungovitch im Januar 2024 an der Afrikameisterschaft 2024 teilnimmt. Bei der 22:28-Niederlage gegen Pallamano Conversano hielt Fritz 16 Würfe.
2019 war Fritz Botschafter der Handball-Weltmeisterschaft der Männer 2019.

## Größte Erfolge

### Mit der Nationalmannschaft
- WM-Vierter 1995
- Supercup-Sieger 1998
- Vize-Europameister 2002
- Vize-Weltmeister 2003
- Olympische Silbermedaille 2004
- Europameister 2004
- Weltmeister 2007
- EM-Vierter 2008

### Vereinstitel

#### SC Magdeburg
- EHF-Pokal-Sieger 1999, 2001
- Deutscher Meister 2001
- DHB-Pokal-Sieger 1996
- DHB-Supercup-Sieger 1996

#### THW Kiel
- EHF-Champions-League-Sieger 2007
- EHF-Pokal-Sieger 2002, 2004
- Deutscher Meister 2002, 2005, 2006 und 2007
- DHB-Pokal-Sieger 2007
- DHB-Supercup-Sieger 2005

### Auszeichnungen
- Bester Torhüter WM 2003 und WM 2007
- Welthandballer des Jahres 2004
- Deutscher Handballer des Jahres 2004
- Bester Torhüter Olympia 2004
- Bester Torhüter EM 2004
- Allstar-Team der WM 2007
- Sportplakette des Landes Schleswig-Holstein[13]
- Silbernes Lorbeerblatt

### Bundesligabilanz
| Saison    | Verein                 | Spielklasse | Spiele | Tore | 7-Meter | Feldtore |
| --------- | ---------------------- | ----------- | ------ | ---- | ------- | -------- |
| 1992–2001 | SC Magdeburg           | Bundesliga  | 232    | 0    | 0       | 0        |
| 2001–2007 | THW Kiel               | Bundesliga  | 187    | 0    | 0       | 0        |
| 2007–2012 | Rhein-Neckar Löwen     | Bundesliga  | 162    | 2    | 0       | 2        |
| 2020/2021 | SG Flensburg-Handewitt | Bundesliga  | 8      | 0    | 0       | 0        |
| 1992–2021 | Gesamt                 | Bundesliga  | 589    | 2    | 0       | 2        |

## Beruflicher Werdegang

### TV-Experte
Seit der Saison 2015/16 berichtet Fritz als Co-Kommentator für den Fernsehsender Sky Deutschland von EHF-Champions-League- und Handball-Bundesligaspielen.

### Podcaster
Gemeinsam mit Christian Zeitz betreibt Fritz seit Oktober 2023 den Handball-Podcast „20/12“.

### Motivationscoach
Über seine Kommentatortätigkeit hinaus hält er Vorträge und gibt Seminare zum Thema Regeneration in Sport und Management. Darüber hinaus schreibt er Kolumnen zum Thema Handball und lässt die Leser an seinem Fachwissen teilhaben.

### Unternehmer
Im Anschluss an seine aktive Karriere machte er publik, dass er 2005 mit dem Burn-out-Syndrom zu kämpfen hatte, das ihn nahezu zum Beenden seiner Karriere zwang. Mit einer frequenzmodulierten Musikanwendung fand er zurück zu alter Stärke. Aus den daraus gewonnenen Erfahrungen entwickelte er mit Partnern Regenerationssysteme, die auf frequenzmodulierter Akustik basieren. 2018 gründete er mit einem Partner das Unternehmen Neuronavi, das sich ganz dem Thema Regeneration und Reduzierung von Dauerstress widmet.

## Bücher
- mit Gunter Frank und Daniel Strigel: Powern und Pausieren. Edition Essentials, 2020, ISBN 978-3-947670-05-5.
- Halten und Siegen: Technik, Taktik und Training für Handball-Torhüter und ihre Trainer. Philippka-Verlag, 2009, ISBN 978-3-89417-177-3.

## Privates
Henning Fritz ist verheiratet, hat zwei Kinder und lebt im Kraichgau.

## Belege
1. ↑  DHB-Database: Henning Fritz (Memento vom 22. August 2005 im Internet Archive)
2. ↑  Das Halbfinale ist das Ziel Merkur.de, 9. Januar 2020
3. ↑  Der Unglaubliche, Süddeutsche Zeitung, 19. Mai 2010
4. ↑  www.focus.de Handball–WM: Merkel lädt Handball-Weltmeister ins Kanzleramt. (Memento vom 13. September 2018 im Internet Archive) focus.de, 4. Juni 2007, abgerufen am 5. April 2014.
5. ↑  Was macht eigentlich…? thw-handball.de, 3. Juli 2012, abgerufen am 3. Dezember 2015.
6. ↑  Aufsteiger Leutershausen holt sich einen Weltmeister. handball-world.com, 7. August 2012, abgerufen am 8. August 2012.
7. ↑  Torhüterlegende Fritz gibt mit 46 Jahren Comeback in Flensburg. In: spiegel.de. 28. Mai 2021, abgerufen am 23. Juni 2025.
8. ↑  Henning Fritz mit Comeback. In: handball-world.news. 26. Dezember 2023, abgerufen am 26. Dezember 2023.
9. ↑  Henning Fritz bei Comeback mit 16 Paraden. In: handball-world.news. 14. Januar 2024, abgerufen am 20. Januar 2024.
10. ↑  Handball-WM: Ex-Weltmeister Hens und Fritz Hamburgs Botschafter (Memento vom 9. Juni 2022 im Internet Archive), Focus, 12. Juni 2018
11. ↑  Hens und Fritz sind Hamburgs Botschafter für die Handball-WM, Sueddeutsche, 12. Juni 2018
12. ↑  Hamburg präsentiert zwei Weltmeister von 2007 als WM-Botschafter, Handball World, 12. Juni 2018
13. ↑  KN: Fritz erhält Sportplakette des Landes Schleswig-Holstein. thw-handball.de, 28. Januar 2005, abgerufen am 3. Dezember 2015.
14. ↑  Jogi hat mir jederzeit ein gutes Gefühl gegeben. Kicker, S. 46–47, 9. Januar 2020
15. ↑  Was macht eigentlich Henning Fritz? Der Stern, 11. Januar 2020
16. ↑  Abklatschen mit Henning Fritz, Schleswiger Nachrichten, 2. November 2012.

| Personendaten    | Personendaten             |
| ---------------- | ------------------------- |
| NAME             | Fritz, Henning            |
| KURZBESCHREIBUNG | deutscher Handballspieler |
| GEBURTSDATUM     | 21. September 1974        |
| GEBURTSORT       | Magdeburg, DDR            |